# Lopholithodes mandtii
Lopholithodes mandtii är en kräftdjursart som beskrevs av Brandt 1848. Lopholithodes mandtii ingår i släktet Lopholithodes och familjen trollkrabbor. Inga underarter finns listade i Catalogue of Life.

## Bildgalleri

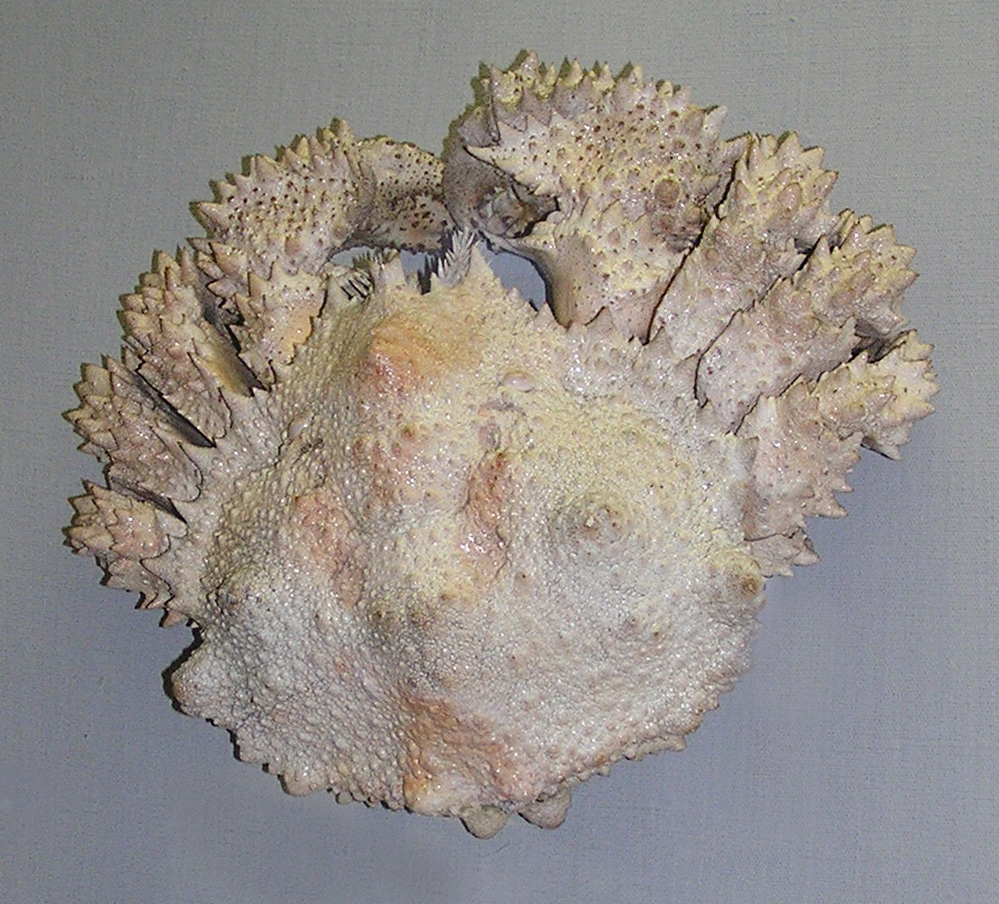